# Kanton Florange
Kanton Florange (fr. Canton de Florange) byl francouzský kanton v departementu Moselle v regionu Lotrinsko. Tvořily ho dvě obce. Zrušen byl po reformě kantonů 2014.

## Obce kantonu
- Florange
- Uckange